# Mouloudia olympique de Constantine
Ne doit pas être confondu avec Mouloudia Baladiat de Constantine.
Pour les articles homonymes, voir Mouloudia (homonymie) et MOC.
Maillots
Actualités
Le Mouloudia Olympique de Constantine (en arabe : مولودية أولمبي قسنطينة), plus couramment abrégé en MO Constantine ou encore en MOC, est un club de football algérien fondé en 1939 et basé dans la Wilaya de Constantine.
Le MO Constantine remporta son premier championnat d'Algérie lors de la saison 1990-1991,le premier club titré de la ville et avoir terminé deuxième lors et 1999-2000.et en 1972
Il entretient une rivalité de longue date avec le deuxième club de la ville, le CS Constantine.

## Histoire

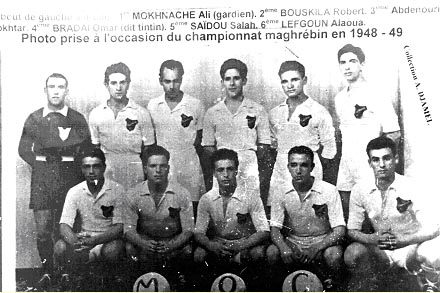
Le MOConstantine 1948 -1949.

Après l’année 1989, la plupart des clubs reprirent leurs sigles et appellations d'origine et le MOC prit celui de Mouloudiat Ouloum Constantine.
Le Mouloudia a continué à évoluer sous ce nom jusqu'à l'avènement du professionnalisme en 2010 où il reprit son nom de 1939 : le Mouloudia olympique de Constantine le gardant jusqu’à présent.
Après une période dorée de la fin des années 1960 jusqu'à 2000(finaliste de coupe en 1964,1975,1976; champion en 1991,vice-champion en 1974,2000; troisième en 1972,1999), le Mouloudia Olympique de Constantine fut relégué en Ligue 2, de 2003 à 2013. Lors de cette dernière année, les Blancs furent relégué en Ligue 3 Amateur (groupe Est), de la saison 2012/2013 à la saison 2019/2020, où ils montèrent en Ligue 2, toujours en groupe Centre-est. Après des saisons plutôt décevantes (à une place de la relégation lors de la saison 2022/2023), le club connaît une évolution positive depuis 2023, terminant 5ème lors des saisons 2023/2024 et 2024/2025, avec plus de points, plus de buts marqués et une meilleure différence de buts. Les Ouled Ben Badis connurent cependant une instabilité administrative depuis 2023 (ce qui s'arrange depuis quelque temps). Du point de vue financier, le MOC connait une renaissance, signant des contrats avec Ooredoo ou Sonatrach. La Coupe nationale reste cependant un obstacle pour les Loups Blancs, éliminés en seizièmes de finale ou lors des tours régionaux. 

## Résultats sportifs

### Palmarès
Le tableau suivant récapitule les performances du MO Constantine dans les diverses compétitions Algérienne et internationales.
| Compétitions nationales | Compétitions internationales                                                      |
| --- | --------------------------------------------------------------------------------- |
| - Ligue 1 (1) - Champion : 1991. - Vice-champion : 1974 et 2000. - Coupe d'Algérie - Finaliste : 1964, 1975 et 1976. - Ligue 2 (2) - Champion : 1988 et 1996. - Vice-champion : 1971 et 2004. Ligue 3 (2) Champion: 1983 et 2020 | - Ligue des champions de la CAF - 2e Tour : 1992.                                 |
| Compétitions nationales disparues | Compétitions internationales disparues                                            |
| - Ligue de Constantine (2) - Champion : 1940 et 1949. | - Coupe de la CAF - Huitième de finale : 2001.                                    |
| Compétitions de jeunes | Distinctions personnelles                                                         |
| - Coupe d'Algérie Junior (2) - Vainqueur : 1969 et 1992. - Finaliste : 2000. - Coupe d'Algérie Cadet (1) - Vainqueur : 1990. | - Soulier d'or algérien (2) - Rabah Gamouh : 1971. - Salim Lotfi Sahraoui : 2000. |

### Parcours du MOC après l'indépendance
Les saisons 1962-1963 et 1963-1964 sont nommées Critérium d'honneur et Division d'honneur, le championnat national est lancé en 1964-1965.
- 1962-63 : C-H Est Gr. 2, 2e
- 1963-64 : D-H Est Gr. 2, 4e
- 1964-65 : D1, 13e
- 1965-66 : D1, 10e
- 1966-67 : D1, 7e
- 1967-68 : D1, 12e
- 1968-69 : D2, 4e
- 1969-70 : D2, 4e
- 1970-71 : D2, 2e
- 1971-72 : D1, 3e
- 1972-73 : D1, 7e
- 1973-74 : D1, 2e
- 1974-75 : D1, 9e
- 1975-76 : D1, 10e
- 1976-77 : D1, 12e
- 1977-78 : D2, 4e
- 1978-79 : D2, 9e
- 1979-80 : D3, ?e
- 1980-81 : D3, ?e
- 1981-82 : D3, ?e
- 1982-83 : D3, ?e
- 1983-84 : D2, 16e
- 1984-85 : D2, 13e
- 1985-86 : D2, 6e
- 1986-87 : D2, 2e
- 1987-88 : D2, 1er
- 1988-89 : D1, 14e
- 1989-90 : D1, 14e
- 1990-91 : D1, 1er
- 1991-92 : D1, 12e
- 1992-93 : D1, 16e
- 1993-94 : D2, 9e
- 1994-95 : D2, 4e
- 1995-96 : D2, 1er
- 1996-97 : D1, 9e
- 1997-98 : D1, 7e
- 1998-99 : D1, 3e
- 1999-00 : D1, 2e
- 2000-01 : D1, 11e
- 2001-02 : D1, 6e
- 2002-03 : D1, 16e
- 2003-04 : D2, 2e
- 2004-05 : D2, 13e
- 2005-06 : D2, 8e
- 2006-07 : D2, 6e
- 2007-08 : D2, 6e
- 2008-09 : D2, 9e
- 2009-10 : D2, 15e
- 2010-11 : D2, 12e
- 2011-12 : D2, 12e
- 2012-13 : D2, 14e
- 2013-14 : D3 Gr. est, 2e
- 2014-15 : D3 Gr. est, 3e
- 2015-16 : D3 Gr. est, 5e
- 2016-17 : D3 Gr. est, 3e
- 2017-18 : D3 Gr. est, 9e
- 2018-19 : D3 Gr. est, 5e
- 2019-20 : D3 Gr. est, 2e
- 2020-21 : D2 Gr. est, 6e
- 2021-22 : D2 Gr. est, 11e
- 2022-23 : D2 Gr. est, 13e
- 2023-24 : D2 Gr. est, 5e
- 2024-25 : D2 Gr. est, ?e

### Dans la coupe d'Algérie
- 1962-63 : ?
- 1963-64 : Finaliste
- 1964-65 : 1/16
- 1965-66 : 1/16
- 1966-67 : 1/16
- 1967-68 : 1/32
- 1968-69 : 1/32
- 1969-70 : 1/16
- 1970-71 : 1/4
- 1971-72 : 1/8
- 1972-73 : 1/16
- 1973-74 : 1/16
- 1974-75 : Finaliste
- 1975-76 : Finaliste
- 1976-77 : 1/16
- 1977-78[5] :
- 1978-79[5] :
- 1979-80[5] :
- 1980-81[5] :
- 1981-82[5] :
- 1982-83[5] :
- 1983-84[5] :
- 1984-85 : 1/32
- 1985-86 : 1/32
- 1986-87 : 1/16
- 1987-88 : 1/64
- 1988-89 : 1/16
- 1989-1990 : Non Joue
- 1990-91 : 1/32
- 1991-92 : 1/16
- 1992-1993 : Non Joue
- 1993-94 : 1/16
- 1994-95 : 1/32
- 1995-96 : 1/16
- 1996-97 : 1/32
- 1997-98 : 1/16
- 1998-99 : 1/32
- 1999-00 : 1/32
- 2000-01 : 1/32
- 2001-02 : 1/4
- 2002-03 : 1/2
- 2003-04 : 1/32
- 2004-05 : 1/32
- 2005-06 : 1/16
- 2006-07 : 1/32
- 2007-08 : 1/32
- 2008-09 : 1/64
- 2009-10 : 1/32
- 2010-11 : 1/32
- 2011-12 : 1/64
- 2012-13 : 1/64
- 2013-14 : 1/4
- 2014-15 : 1/32
- 2015-16 : 1/64
- 2016-17 : 3° tour régional (1/128)
- 2017-18 : 3° tour régional (1/128)
- 2018-19 : 1/64
- 2019-20 : 1/32
- 2020-21 : Non Joue
- 2021-22 : Non Joue

### Parcours international
| Compétition                                   | Saisons | Titres | J  | G  | N | P  | Bp | Bc | Diff |
| --------------------------------------------- | ------- | ------ | -- | -- | - | -- | -- | -- | ---- |
| Coupe des clubs champions africains (C1)      | 1       | -      | 4  | 2  | 0 | 2  | 4  | 3  | +1   |
| Coupe d'Afrique des vainqueurs de coupe (C2)  | 1       | -      | 4  | 2  | 0 | 2  | 3  | 4  | -1   |
| Coupe de la CAF (C3)                          | 1       | -      | 4  | 2  | 1 | 1  | 4  | 2  | +2   |
| Coupe du Maghreb des clubs champions (C1)     | 1       | -      | 2  | 0  | 1 | 1  | 1  | 3  | -2   |
| Coupe du Maghreb des vainqueurs de coupe (C2) | 1       | -      | 2  | 1  | 0 | 1  | 4  | 3  | +1   |
| Championnat d'Afrique du Nord                 | 1       | -      | 1  | 0  | 0 | 1  | 0  | 4  | -4   |
| Coupe d'Afrique du Nord                       | 3       | -      | 9  | 4  | 2 | 3  | 13 | 11 | +2   |
| Total                                         | 9       | -      | 26 | 11 | 4 | 11 | 29 | 30 | -1   |

### Parcours du MOC en coupe d'Algérie
| Saison  | Tour        | Matchs          | Résultats     |
| ------- | ----------- | --------------- | ------------- |
| 1962-63 | ?           | ?               | ?             |
| 1963-64 | Finaliste   | ES Sétif        | 2-1           |
| 1964-65 | 1/16 finale | JSM Skikda      | 2-1           |
| 1965-66 | 1/16 finale | ES Sétif        | 2-2 a.p       |
| 1966-67 | 1/16 finale | USM Sétif       | 2-1           |
| 1967-68 | 1/16 finale | JSM Skikda      | 7-1           |
| 1968-69 | 1/32 finale | CABBA           | 1-0           |
| 1969-70 | 1/16 finale | HAMR Annaba     | 3-1           |
| 1970-71 | 1/4 finale  | MC Alger        | 6-0 / 3-1     |
| 1971-72 | 1/8 finale  | USM Alger       | 3-2           |
| 1972-73 | 1/16 finale | RC Kouba        | 1-0           |
| 1973-74 | 1/16 finale | JS Kawkabi      | 3-0 s.t       |
| 1974-75 | Finaliste   | MC Oran         | 2-0           |
| 1975-76 | Finaliste   | MC Alger        | 2-0           |
| 1976-77 | 1/8 finale  | ?               | ?             |
| 1977-78 | 1/16 finale | USS Mecheria    | 3-0           |
| 1978-79 | 1/16 finale | CA Batna        | 1-0           |
| 1979-80 | ?           | ?               | ?             |
| 1980-81 | ?           | ?               | ?             |
| 1981-82 | ?           | ?               | ?             |
| 1982-83 | ?           | ?               | ?             |
| 1983-84 | ?           | ?               | ?             |
| 1984-85 | 1/32 finale | MSP Batna       | 2-0           |
| 1985-86 | 1/32 finale | ES Guelma       | 2-2 t.a.b 5-4 |
| 1986-87 | 1/16 finale | USM Annaba      | 2-1           |
| 1987-88 | dernier T.R | CB Mila         | 2-1 a.p       |
| 1988-89 | 1/16 finale | O Médéa         | 1-0           |
| 1989-90 | N.J         | N.J             | N.J           |
| 1990-91 | 1/32 finale | WB Skikda       | 2-1           |
| 1991-92 | 1/16 finale | JS Kabylie      | 1-1 t.a.b 8-7 |
| 1992-93 | N.J         | N.J             | N.J           |
| 1993-94 | 1/16 finale | JSM Tiaret      | 1-0           |
| 1994-95 | 1/32 finale | USM Blida       | 1-0 a.p       |
| 1995-96 | 1/16 finale | JS Kabylie      | 2-1           |
| 1996-97 | 1/32 finale | ES Guelma       | 3-0           |
| 1997-98 | 1/4 finale  | WA Tlemcen      | 2-1 / 0-1     |
| 1998-99 | 1/32 finale | WA Tlemcen      | 1-0           |
| 1999-00 | 1/32 finale | JSM Tiaret      | 1-1 t.a.b 4-1 |
| 2000-01 | 1/32 finale | USM Blida       | 0-0 t.a.b 3-2 |
| 2001-02 | 1/4 finale  | MC Oran         | 3-0           |
| 2002-03 | 1/2 finale  | CR Belouizdad   | 1-0           |
| 2003-04 | 1/32 finale | RC Kouba        | 0-0 t.a.b 4-2 |
| 2004-05 | 1/32 finale | ES Berrouaghia  | 2-0           |
| 2005-06 | 1/16 finale | USM Alger       | 3-1 a.p       |
| 2006-07 | 1/32 finale | ASM Oran        | 1-0           |
| 2007-08 | 1/32 finale | USM Blida       | 1-0           |
| 2008-09 | dernier T.R | ES Collo        | 2-0           |
| 2009-10 | 1/32 finale | CS Hamma Loulou | 1-0           |
| 2010-11 | 1/32 finale | CRB Hennaya     | 2-0           |
| 2011-12 | dernier T.R | MB Ouled Gacem  | ?             |
| 2012-13 | dernier T.R | JJ Azzaba       | 0-2           |
| 2013-14 | 1/4 finale  | CRB Aïn Fakroun | 1-2           |
| 2014-15 | 1/32 finale | ES Sétif        | 1-3           |
| 2015-16 | dernier T.R | JS Jijel        | ?             |
| 2016-17 | 3e T.R      | IRB Ain Lahdajr | 2-3           |
| 2017-18 | 4e T.R      | SA Sétif        | 0-0 ap t.a.b  |
| 2018-19 | dernier T.R | RC Bougaa       | 0-1           |
| 2019-20 | 1/32 finale | RC Arba         | 0-1           |
| 2020-22 | N.J         | N.J             | N.J           |
| 2022-23 | -           |                 | -             |
| 2023-24 | 1/16 finale | NA Hussein Dey  | 1-0 a.p       |
| 2024-25 | dernier T.R | US Chaouia      | 1-0           |

## Personnalités du club

### Présidents Boudemagh Lamine Président 2004
| №  | Présidents                    | Périodes                      |
| -- | ----------------------------- | ----------------------------- |
| 1  | Abdelmadjid Bencharif         | Pendant 6 mois de 1939 à 1940 |
| 2  | Abdelkrim Benelmouffok        | De 1940 à 1954                |
| 3  | Docteur Bencharif Abd Elkader | De nc à nc                    |
| 4  | Abdennouri Mokhtar            | De nc à nc                    |
| 5  | Medjdoub Benelmouffok         | De 1974 à 1975                |
| 6  | Diabi Mohamed                 | De 1989 à 1994                |
| 7  | Abdelhak Demigha              | De 1995 à 2003                |
| 8  | Zeghdoud                      | De nc à nc                    |
| 9  | Berahaial Mohamed             | De nc à nc                    |
| 10 | Messaoud Bourfaa              | De nc à nc                    |
| 11 | Abdhakim Madani               | De nc à nc                    |
| 12 | Abdelhak Demigha              | De 2013 à 2016                |
| 13 | Kadri Noureddine              | De 2016 à 2016                |
| 14 | Haichour Riad                 | De 2016 à 2017                |
| 15 | Benabderrahmane Samir         | De 2017 à 2017                |
| 16 | Hemmana Boubaker              | De 2017 à 2018                |
| 17 | Belaghrabli Mohamed El Hahdi  | De 2018 à 2019                |
| 18 | Abdelhak Demigha              | De 2019 à 2024                |
| 19 | Nordine Guedri                | De 2024                       |

BOUDEMAGH Abdelhamid vice président MOC 1939 

### traîneurs
- Abdelhamid Mezala (1er entraineur)
- Bouaratta Rachid
- Christian Zermatten
- Rachid Cherradi
- Adlani Djamel
- Tebib Mohamed
- Hamid Zouba
- Benzekri Nour
- Cotchinotta
- Dan Anghelescu
- Abderrahmane Mehdaoui
- Manuel Madureira
- Kioua Mustapha
- Zekri Rabia
- Beldjoudi Abdelkr
- João Augusto Alves
- Amir Houhou
- Touhami Sahraoui
- Saïd Belaribi

| Nom                 | Nationalité          | Période |
| ------------------- | -------------------- | ------- |
| ASSeSS mokhtar      | Drapeau de l'Algérie | 2011    |
| Mohamed Tebbib      | Drapeau de l'Algérie | 2011    |
| Youcef Mechhoud     | Drapeau de l'Algérie | 2011    |
| Ali Mechiche        | Drapeau de l'Algérie | 2012    |
| ?                   | Drapeau de l'Algérie | 2012    |
| João Augusto Alves  | Drapeau du Brésil    | 2012    |
| Abdelkarim Letrache | Drapeau de l'Algérie | 2012    |

| Nom                           | Nationalité            | Période   |
| ----------------------------- | ---------------------- | --------- |
| Youcef Mechhoud               | Drapeau de l'Algérie   | 2013      |
| Nour Benzakri                 | Drapeau de l'Algérie   | 2013      |
| Djamal Adlani                 | Drapeau de l'Algérie   | 2013-2014 |
| Djamal Adlani et Samir Houhou | Drapeau de l'Algérie   | 2013-2014 |
| Mourad Slatni                 | Drapeau de l'Algérie   | 2014      |
| Dan Anghelescu                | Drapeau de la Roumanie | 2014      |
| Abd el hak Bougeurra          | Drapeau de l'Algérie   | 2014      |
| Hakim Boufenara               | Drapeau de l'Algérie   | 2015      |

### Effectif professionnel actuel
| Poste | Numéro | Nom                       | Date de naissance         | Au club depuis    |
| G     | -      | Hichem Layachi            | 1er janvier 1993 (32 ans) | 1er juillet 2016  |
| G     | -      | Saber Meddour             | 28 juin 2000 (24 ans)     | 18 août 2024      |
| G     | -      | Redouane Benzaid          | 10 février 1985 (40 ans)  | 1er juillet 2018  |
| D     | -      | Abdeljalil Bouzar         | 26 août 1989 (35 ans)     | 1er juillet 2012  |
| D     | -      | Mohamed Affouf            | -                         | 1er juillet 2013  |
| D     | -      | Mohamed Kerfi Guetib      | -                         | -                 |
| D     | -      | Mohamed Dahal             | -                         | -                 |
| D     | -      | Houssam Djamâa            | 16 mars 1992 (33 ans)     | 1er juillet 2019  |
| D     | -      | Aimene Hani Boutebba      | 5 février 1999 (26 ans)   | 26 septembre 2021 |
| DC    | -      | Mohamed Achref Aib        | 24 mai 1990 (35 ans)      | 22 août 2024      |
| DC    | -      | Mohamed Benaissa          | 29 mai 1983 (42 ans)      | 1er juillet 2017  |
| DC    | -      | Bilal Tizi Bouali         | 14 décembre 1997 (27 ans) | 27 août 2023      |
| DD    | -      | Abdelghani Bouzidi        | 31 janvier 1997 (28 ans)  | 22 août 2024      |
| DD    | -      | Youcef Dahlal             | 22 février 1996 (29 ans)  | 22 août 2024      |
| MDC   | -      | Mohamed Azzeddine Zouaoui | 6 juin 1990 (35 ans)      | 1er juillet 2016  |
| M     | -      | Mehdi Mahloul             | -                         | 20 juillet 2015   |
| M     | -      | Salim Djabali             | 21 juin 1988 (36 ans)     | 2 janvier 2019    |
| M     | -      | Ammar Cheurfaoui          | 20 avril 1988 (37 ans)    | 1er juillet 2019  |
| M     | -      | Touhami Guermati          | 24 décembre 1996 (28 ans) | 1er juillet 2018  |
| M     | -      | Ayache Belaoued           | 5 janvier 1984 (41 ans)   | 1er juillet 2011  |
| M     | -      | Abdelghani Zoubiri        | 17 mai 1990 (35 ans)      | 1er juillet 2018  |
| M     | -      | Karim Aida                | -                         | -                 |
| M     | -      | Badredine Kadesse         | -                         | -                 |
| M     | -      | Akram Abrouk              | 8 juin 1992 (33 ans)      | 1 septembre 2021  |
| MDC   | -      | Mohamed Bourenane         | 28 décembre 2001 (23 ans) | -                 |
| MC    | -      | Bilal Bouhessane          | 5 juillet 1992 (32 ans)   | 9 septembre 2021  |
| MOC   | -      | Abdelhakim Bezzaz         | 20 octobre 1992 (32 ans)  | 22 août 2024      |
| MOC   | -      | Houssem Bouharbit         | 17 juillet 1984 (40 ans)  | 1er juillet 2018  |
| AD    | -      | Ayoub Ferhat              | 17 juin 1987 (37 ans)     | 24 août 2024      |
| A     | -      | Ayoub Latreche            | 19 novembre 1989 (35 ans) | 1er juillet 2015  |
| A-C   | -      | Mohamed Tiaiba            | 26 juillet 1988 (36 ans)  | 1er novembre 2021 |
| A-C   | -      | Nour El Imam              | 17 février 1996 (29 ans)  | 23 août 2024      |
| A     | -      | Badis Khadiche            | 25 janvier 2001 (24 ans)  | 6 février 2025    |
| A     | -      | Karim Lerrouche           | -                         | -                 |
| A     | -      | Sami Bacha                | 1er janvier 1992 (33 ans) | 1er juillet 2016  |
| ----- | ------ | ------------------------- | ------------------------- | ----------------- |

## Identité du club

### Logos
Le Mouloudia de Constantine a conuu deux logos dans son histoire, le premier logo utilisé depuis la fondation du club, on peut le voir sur le maillot des années 1940, ce logo historique prend la forme d'un blasson avec une bande italique gravé par le nom abrégé du club MOC. Le deuxième logo prend la forme ronde, avec un dessin du célèbre pont de Sidi Rached de la ville de Constantine et des lauriers englobant le nom du club Mouloudia en Arabe, qui lui donne une allure unique.

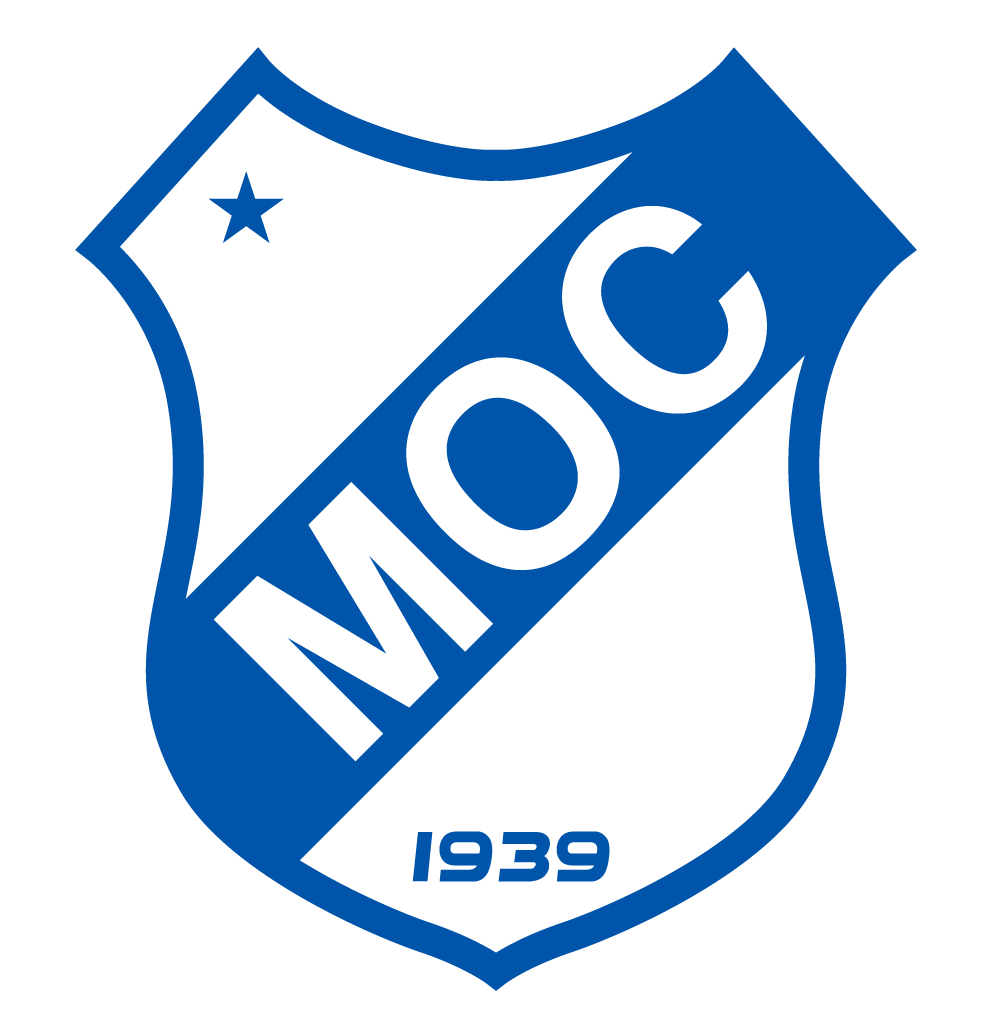
Logo historique depuis la création
Logo durant la periode des Maahid Ouloum de Constantine
Logo 2023
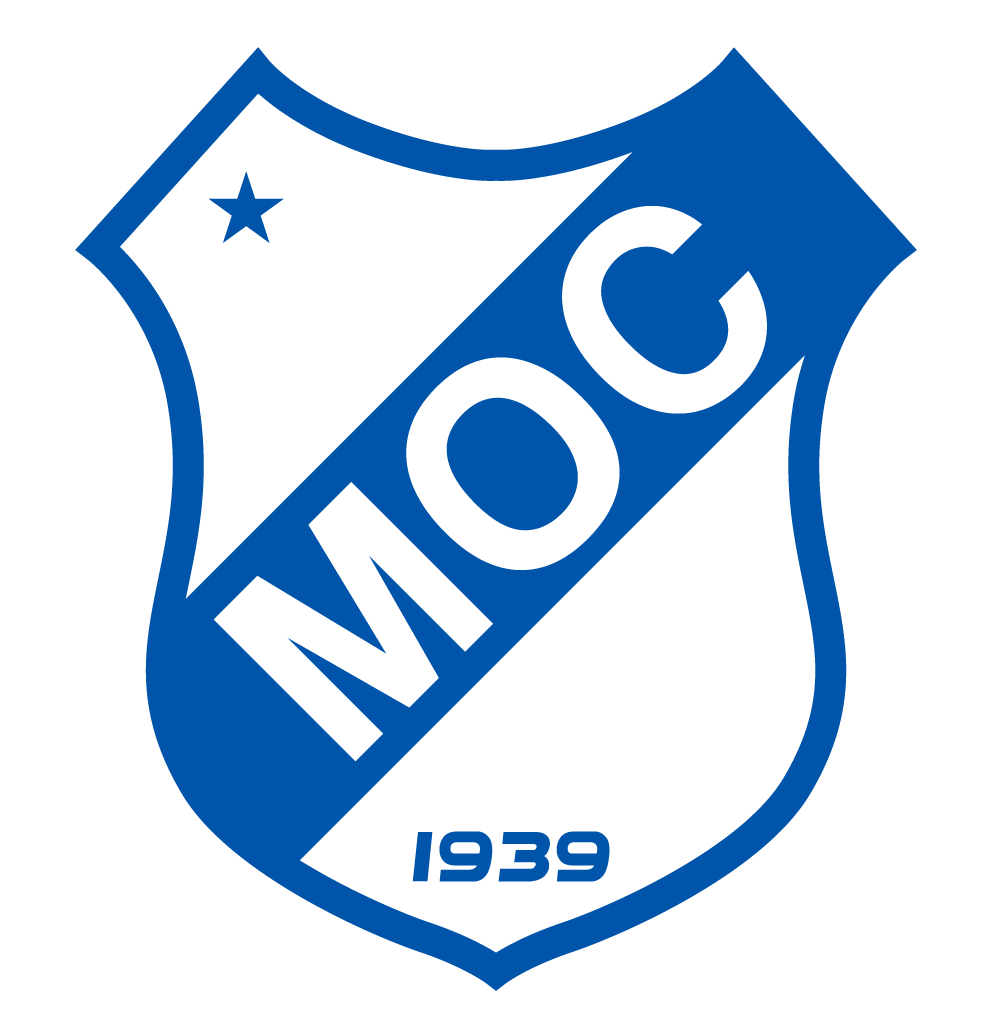
Logo actuel 2024~2025

### Maillots
| Maillot Historique | 1998-1999 (Domicile) | 1998-1999 (Exterieur) | 1999-2000 (Domicile) | 1999-2000 (Exterieur) | 2000-2001 (Domicile) | 2000-2001 (Exterieur) |

Moc 2024-2025
Couleurs blanc avec logo ancien de moc

## Structures du club

### La coupole
La coupole est le siège officiel du club situé au complexe sportif Chahid-Hamlaoui,, il porte le nom d'un ancien président qui est le Dr Bencharif. Le siège est composé des bureax administratifs avec une grande salle pour les réunions et les assemblements, en plus il y a hotel d'hébergement les joueurs hors wilaya.

### Stades

#### Stade Chahid-Hamlaoui

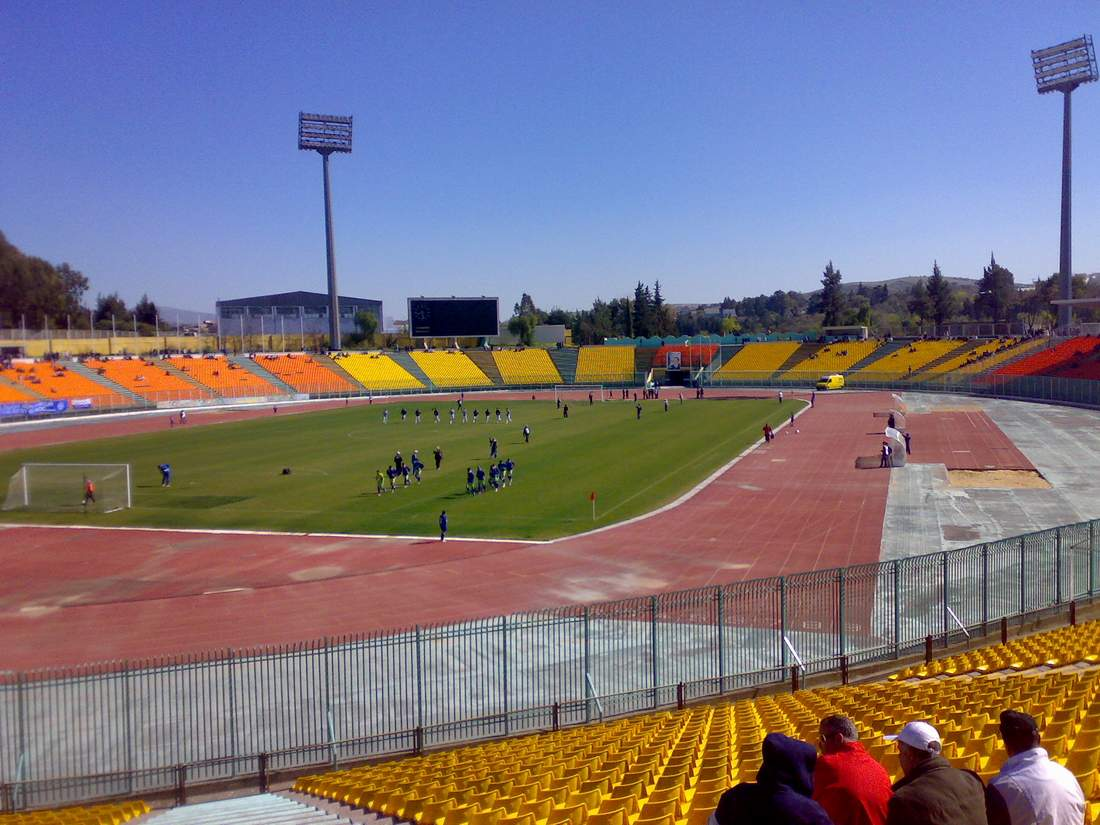
Stade Chahid-Hamlaoui

## Culture populaire

### Supporteurs
- Coupe d'Algérie du fair-play pour les supporters par (l'ONASJ): 2001-2002.

### Clubs rivaux
- CS Constantine
- AS Khroub